# Słowenia na Mistrzostwach Świata w Lekkoatletyce 2011
Słowenia na Mistrzostwach Świata w Lekkoatletyce 2011 była reprezentowana przez 9 zawodników – 5 kobiet i 4 mężczyzn. Pierwotnie miał wystartować również Primož Kobe w biegu maratońskim, ale nie wystąpił w zawodach.

## Wyniki reprezentantów Słowenii

### Mężczyźni

#### Konkurencje biegowe
| Konkurencja | Zawodnik     | Finał    | Finał   |
| Konkurencja | Zawodnik     | Rezultat | Pozycja |
| ----------- | ------------ | -------- | ------- |
| Maraton     | Anton Kosmač | 2:24:16  | 42      |

#### Konkurencje techniczne
| Konkurencja    | Zawodnik      | Eliminacje | Eliminacje | Finał        | Finał   |
| Konkurencja    | Zawodnik      | Rezultat   | Pozycja    | Rezultat     | Pozycja |
| -------------- | ------------- | ---------- | ---------- | ------------ | ------- |
| Skok wzwyż     | Rožle Prezelj | 2,25 m     | 21         |              |         |
| Rzut młotem    | Primož Kozmus | 76,54 m q  | 10         | 79,39 m (SB) | 3       |
| Rzut oszczepem | Matija Kranjc | 73,17 m    | 31         |              |         |

### Kobiety

#### Konkurencje biegowe
| Konkurencja                | Zawodniczka  | Runda 1  | Runda 1 | Półfinał | Półfinał | Finał    | Finał   |
| Konkurencja                | Zawodniczka  | Rezultat | Pozycja | Rezultat | Pozycja  | Rezultat | Pozycja |
| -------------------------- | ------------ | -------- | ------- | -------- | -------- | -------- | ------- |
| Bieg na 100 m przez płotki | Marina Tomič | 13,36    | 27      |          |          |          |         |

#### Konkurencje techniczne
| Konkurencja    | Zawodniczka   | Eliminacje | Eliminacje | Finał    | Finał   |
| Konkurencja    | Zawodniczka   | Rezultat   | Pozycja    | Rezultat | Pozycja |
| -------------- | ------------- | ---------- | ---------- | -------- | ------- |
| Skok o tyczce  | Tina Šutej    | 4,40 m     | 21         |          |         |
| Skok w dal     | Nina Kolarič  | 6,19 m     | 27         |          |         |
| Trójskok       | Marija Šestak | 13,87 m    | 21         |          |         |
| Rzut oszczepem | Martina Ratej | 61,58 m    | 7 Q        | 61,65 m  | 7       |